# Atmósfera superior
Alta atmósfera es un término colectivo que se refiere a varias capas de la atmósfera de la Tierra y a las regiones correspondientes de las atmósferas de otros planetas, e incluye:
- La mesosfera, que en la Tierra se encuentra entre las altitudes de unos 50 y 80 kilómetros (31,1 y 49,7 mi), a veces se considera parte de la "atmósfera media" en lugar de la atmósfera superior
- La termosfera, que en la Tierra se encuentra entre las altitudes de unos 80 y 700 kilómetros (49,7 y 435 mi)
- La exosfera, que en la Tierra se encuentra entre las altitudes de unos 700 kilómetros (435 mi) y 10 000 kilómetros (6213,7 mi).
- La ionosfera, una porción ionizada de la atmósfera superior que incluye la mesosfera superior, la termosfera y la exosfera inferior y que en la Tierra se encuentra entre las altitudes de 48 y 965 kilómetros (29,8 y 599,6 mi).

- Datos: Q1621662